# Die, Die My Darling
Die, Die My Darling är en låt av The Misfits, som gavs ut som singel 1984.
Låten är en av många Misfits-låtar som Metallica gjort covers av, denna cover fanns med på albumet Garage Inc. från 1999.
Låten kan även höras med Pontiak, en svensk artist ifrån Norrköping som spelar psykedelisk popmusik.